# Autolytus ussuriensis
Autolytus ussuriensis är en ringmaskart som beskrevs av Zachs 1933. Autolytus ussuriensis ingår i släktet Autolytus och familjen Syllidae. Inga underarter finns listade i Catalogue of Life.